# Малоскнитська сільська рада
Малоскни́тська сільська́ ра́да — адміністративно-територіальна одиниця та орган місцевого самоврядування у Славутському районі Хмельницької області. Адміністративний центр — село Малий Скнит.

## Загальні відомості
Малоскнитська сільська рада утворена в 1991 році.
- Територія ради: 13,46 км²
- Населення ради: 953 особи (станом на 2001 рік)

## Населені пункти
Сільській раді підпорядковані населені пункти:
- с. Малий Скнит
- с. Шатерники

## Склад ради
Рада складається з 14 депутатів та голови.
- Голова ради: Марчук Петро Григорович
- Секретар ради: Овсійчук Наталія Анатоліївна

### Керівний склад попередніх скликань
| Прізвище, ім'я, по батькові | Основні відомості                                                                       | Дата обрання | Дата звільнення |
| --------------------------- | --------------------------------------------------------------------------------------- | ------------ | --------------- |
| Ліхолат Тетяна Григорівна   | Сільський голова, 1963 року народження, позапартійна                                    | 26.03.2006   | 31.10.2010      |
| Марчук Петро Григорович     | Сільський голова, 1963 року народження, освіта середня спеціальна, член Народної партії | 31.10.2010   |                 |

Примітка: таблиця складена за даними сайту Верховної Ради України

### Депутати
За результатами місцевих виборів 2010 року депутатами ради стали:

#### За суб'єктами висування
| Суб'єкт висування | Кількість обраних депутатів | %    |
| ----------------- | --------------------------- | ---- |
| Самовисування     | 11                          | 78,6 |
| Народна партія    | 3                           | 21,4 |

#### За округами
| № округу       | Прізвище, ім'я, по батькові      | Дата визнання обраним | Освіта             | Партійна приналежність | Відомості про обраного депутата                                  |
| -------------- | -------------------------------- | --------------------- | ------------------ | ---------------------- | ---------------------------------------------------------------- |
| Народна Партія |                                  |                       |                    |                        |                                                                  |
| 9              | Гарбарук Леся Петрівна           | 01.11.2010            | вища               | член Народної партії   | Малоскнитська сільська рада, секретар                            |
| 10             | Гарбарук Володимир Сергійович    | 01.11.2010            | середня            | член Народної партії   | пенсіонер                                                        |
| 13             | Веремійчук Олександр Олексійович | 01.11.2010            | середня            | член Народної партії   | тимчасово не працює                                              |
| Самовисування  |                                  |                       |                    |                        |                                                                  |
| 1              | Федорчук Лідія Леонтіївна        | 01.11.2010            | середня спеціальна | позапартійна           | Малоскнитський НВК, кухар                                        |
| 2              | Данильчук Таіса Григорівна       | 01.11.2010            | середня            | позапартійна           | тимчасово не працює                                              |
| 3              | Марчук Надія Василівна           | 01.11.2010            | вища               | позапартійна           | Малоскнитський НВК, бухгалтер                                    |
| 4              | Юрчук Степан Ростиславович       | 01.11.2010            | вища               | позапартійний          | приватний підприємець                                            |
| 5              | Ющук Ірина Іванівна              | 01.11.2010            | вища               | позапартійна           | Малоскнитський фельдшерсько-акушерський пункт, молодша медсестра |
| 6              | Юрчук Юрій Григорович            | 01.11.2010            | вища               | позапартійний          | Малоскнитський НВК, вчитель                                      |
| 7              | Білякевич Андрій Володимирович   | 01.11.2010            | середня            | позапартійний          | Малоскнитський НВК, вчитель                                      |
| 8              | Овсійчук Наталія Анатоліївна     | 01.11.2010            | вища               | позапартійна           | Малоскнитський НВК, вчитель                                      |
| 11             | Марчук Світлана Василівна        | 01.11.2010            | вища               | позапартійна           | Малоскнитська сільська рада, бухгалтер                           |
| 12             | Конончук Вита Петрівна           | 01.11.2010            | незакінчена вища   | позапартійна           | Малоскнитський НВК, практичний психолог                          |
| 14             | Юрчук Тетяна Михайлівна          | 01.11.2010            | вища               | позапартійна           | Малоскнитський НВК, вихователь                                   |

## Господарська діяльність
Основним видом господарської діяльності сільської ради є сільськогосподарське виробництво.

## Населення
За переписом населення України 2001 року в сільській раді мешкали 942 особи.

### Мова
Розподіл населення за рідною мовою за даними перепису 2001 року:
| Мова       | Відсоток |
| ---------- | -------- |
| українська | 99,48 %  |
| російська  | 0,42 %   |